# Drag-king
Els drag-kings o drag kings són, principalment, artistes d'actuació femenines que vesteixen de manera drag masculina i personifiquen estereotips de gènere masculí a nivell individual o en grup. Un drag show típic pot incorporar dansa, actuació, monòlegs i cant, ja sigui en directe o fent playback des de pistes gravades prèviament. Els drag-kings sovint actuen com a personatges exageradament masculinitzats, retraten rols de típica masculinitat com a treballadors de la construcció, rapers o bé representen celebritats masculines com ara Elvis Presley o Michael Jackson.
A finals de 1800 i principis de 1900, molts drag-kings esdevingueren estrelles dels music-hall i de la pantomima britànics ha conservat la tradició de dones que representen rols masculins. En la primera meitat dels 1900, els drag-kings començaren a adquirir part de la fama i notorietat de la que fins llavors gaudien les drag queens.

## Història i terminologia

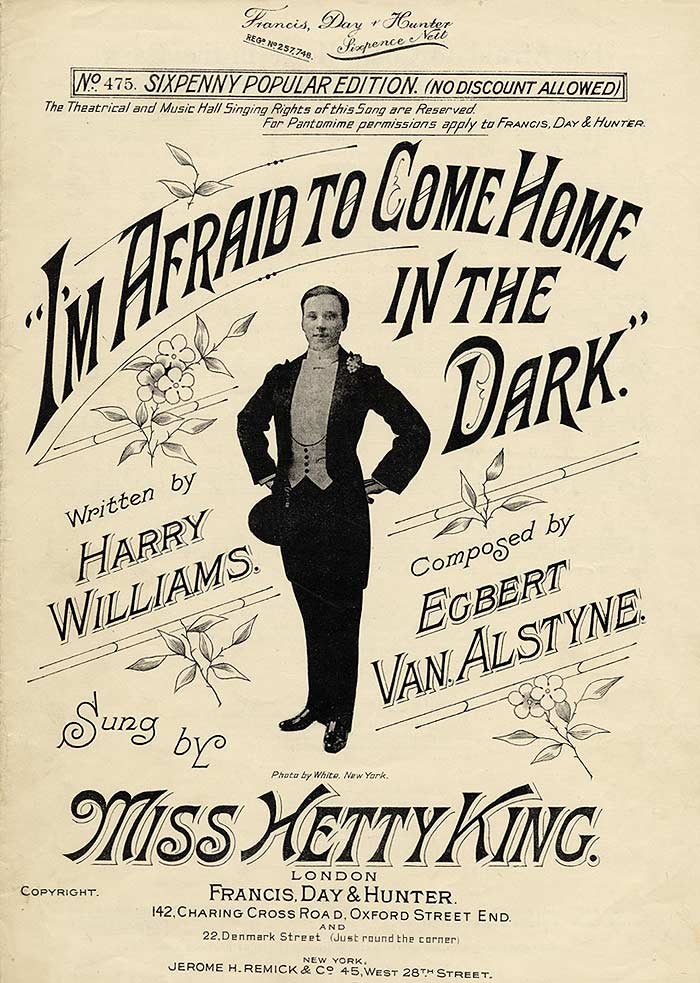
Cartell musical de "Tinc por de tornar sol a casa quan és fosc", presentat en 1907 per la cantant i transformista Hetty King.

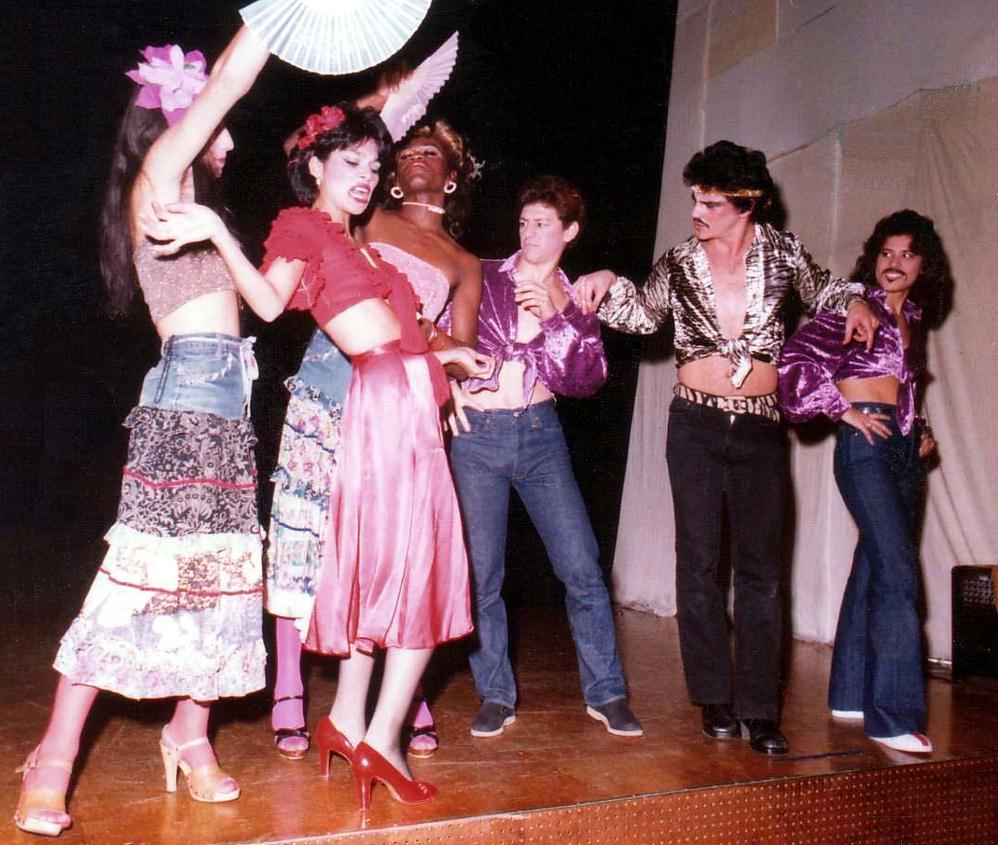
El personatge drag-king Macho (extrem dret) en el número "America" de Wild Side Story a Los Angeles en 1977.

Tot i que el terme drag king fou esmentat per primer cop en 1972, hi ha una llarga història de dones intèrprets vestides d'home. En el teatre i l'òpera hi ha la tradició de transvestisme i de interpretació de rols masculins per part de dones. L'actriu i intèrpret Susanna Centlivre interpretà varis d'aquests papers en 1700. La primera intèrpret d'un rol masculí als Estats Units fou Annie Hindle, que començà a actuar en 1867 a Nova York; en 1886 es casà amb el la seva modista Annie Ryan. Vesta Tilley interpretà papers masculins durant les darreries del segle xix i principis del XX. Altres intèrprets de personatges masculins foren Ella Shields i Hetty King. La cantant de blues Gladys Bentlety actuà vestida d'home a Nova York, Los Angeles i San Francisco de 1920 a 1940. Stormé DeLarverie interpretà homes juntament amb altres intèrprets femenines de personatges masculins al Jewel Box Revue en els anys 1950 i 1960, com documenta la pel·lícula Storme: La dama de Jewel Box; DeLarverie participà també als aldarulls de Stonewall.
El terme drag-king es fa servir, sovint, en un sentit ample, per tal de referir-se a dones que vesteixen roba masculina per altres raons, com per exemple voler-se fer passar temporalment per homes o bé que vulguin presentar-se amb un rol masculí sense identificar-se com a home. Diane Torr va començar dirigir tallers de drag-king en 1989, on oferia a les dones a actuar com a homes. Torr aparegué a la pel·lícula de drag-kings Venuz Boys, de 2002.

## Comunitatdrag

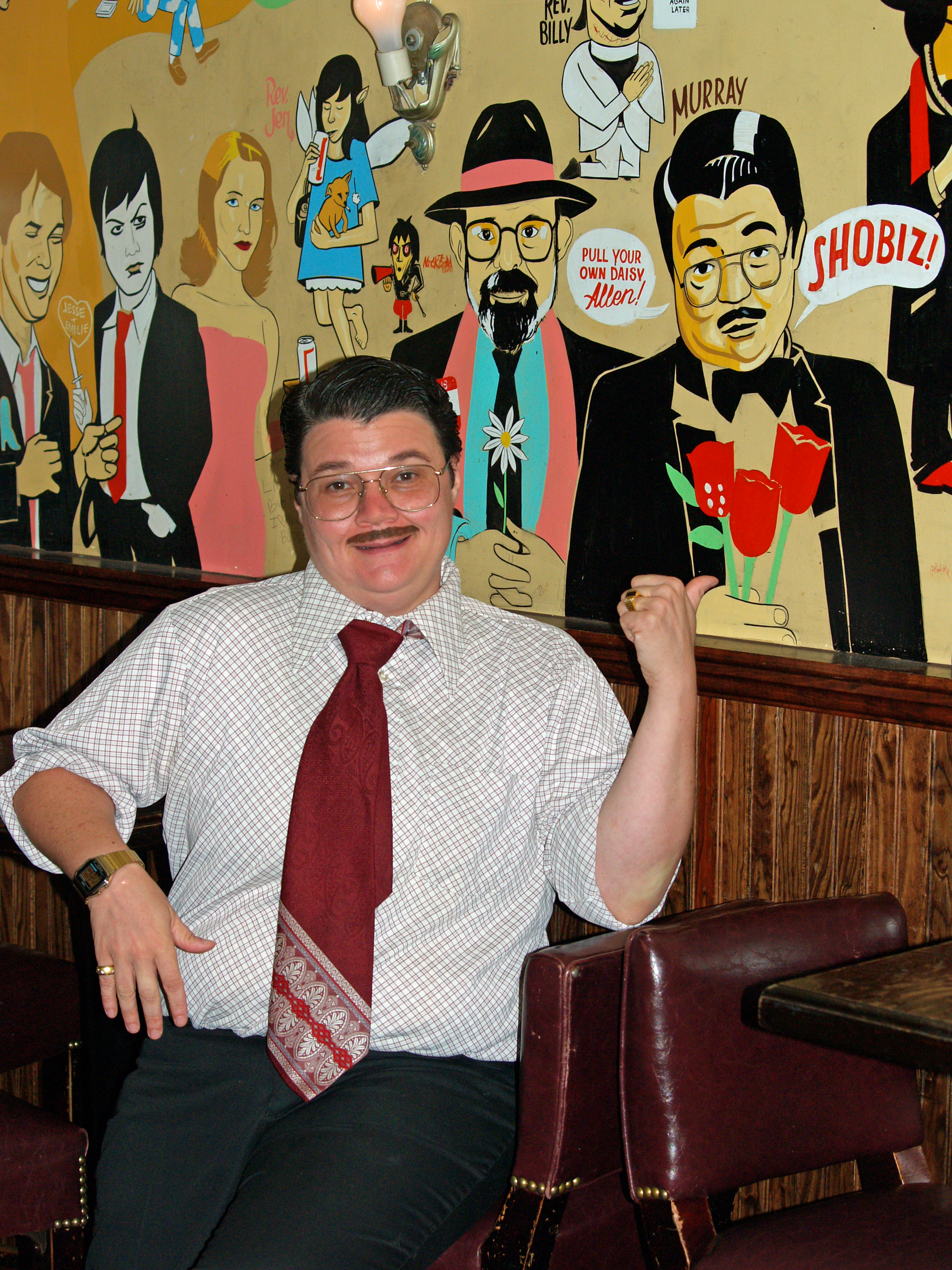
Murray Hill, comediant de Nova York i artista de performance.

Una organització lesbiana de cabaret anomenada Lesburlesque tenien, entre els seus objectius, promoure els drag-kings en l'ampli circuit del cabaret britànic. La seva fundadora, Pixie Truffe explicà, en una entrevista al diari britànic The Guardian, que el seu desig era el de tancar l'escletxa entre queens i kings, així com amb els comediants en els espectacles de monólegs.
De la mateixa manera que algunes drag queens prefereixen ser vistes com a actrius (com Justin Bond i Lypsinka), alguns drag-kings també rebutgen aquesta etiqueta. "Penso que quan la gent assumeix que algú és queer o trans, o diferent, sempre vol posar alguna cosa davant el seu nom", explicà Murray Hill en una entrevista. I això passa també amb els drag-kings. Perquè no pots, simplement, dir-me comediant, de la mateixa manera que ho és Jerry Seinfeld.
En els darrers anys, alguns drag-kings han adoptat altres termes per a descriure els seus propis espectacles i estils, especialment si es desvien de les formes més tradicionals d'aquest gènere. Entre els noms més comuns s'inclou el de "desdibuixament de gènere" que reconeix la fusió de trets masculins i femenins en les actuacions, mentre que la intèrpret de Vancouver, Rose Butch, adoptava l'etiqueta ambigua "drag thing" (que traduït al català seria "drag cosa").